# Corazón de metal
«Corazón de metal» es una canción electro pop del grupo mexicano JotDog. Es el tercer sencillo de su segundo álbum de estudio Turista del amor.

## Acerca de la canción
En palabras de Maria y "Chiquis" la canción habla de un autómata que tuvo una mala experiencia en el amor y por tal razón se aísla. Es de una persona que le va mal en TODO y por eso se aísla.

## Vídeo
El vídeo para Corazón de Metal se rodó en los meses de mayo y junio del 2012 con casi 20 horas de sesiones de trabajo y bajo la dirección de Ricardo Herrera, quien ya antes había dirigido sus vídeos anteriores. se usó el concepto Mapping con el que se proyectaron imágenes de alta definición sobre los cuerpos de los artistas.
En el vídeo se muestra a Maria Barracuda realizando diferentes coreografías mientras se proyectan imágenes sobre el fondo, como el viejo oeste por ejemplo. Otras tomas muestran a "Chiquis" realizando duelos con sombras y al resto de los artistas con imágenes proyectándose sobre ellos.

## Posiciones en la lista
«Corazón de metal» continúa con el éxito de los sencillos anteriores de JotDog, generalmente fue bien recibida por la crítica, alcanzó la tercera posición de los 40 principales en México.
| Listas (2012)           | Posición |
| ----------------------- | -------- |
| México (40 Principales) | 3        |